# USS Quick (DD-490)
USS Quick (DD-490/DMS-32) là một tàu khu trục lớp Gleaves được Hải quân Hoa Kỳ chế tạo trong Chiến tranh Thế giới thứ hai. Nó đã tham gia suốt Thế Chiến II, cải biến thành một tàu quét mìn cao tốc với ký hiệu lườn DMS-32, sống sót qua cuộc xung đột, ngừng hoạt động năm 1949 và bị tháo dỡ năm 1973. Nó là chiếc tàu chiến duy nhất của Hải quân Hoa Kỳ được đặt theo tên Thượng sĩ Thủy quân Lục chiến John H. Quick (1870–1922), người được tặng thưởng Huân chương Danh dự do chiến đấu anh dũng tại vịnh Guantánamo, Cuba trong cuộc Chiến tranh Tây Ban Nha-Hoa Kỳ.

## Thiết kế và chế tạo
Quick được chế tạo tại xưởng tàu của hãng Federal Shipbuilding and Drydock Company ở Kearny, New Jersey. Nó được đặt lườn vào ngày 3 tháng 11 năm 1941; được hạ thủy vào ngày 3 tháng 5 năm 1942, và được đỡ đầu bởi bà William T. Roy, cháu gái thượng sĩ Quick. Con tàu được cho nhập biên chế cùng Hải quân Hoa Kỳ vào ngày 3 tháng 7 năm 1942 dưới quyền chỉ huy của Thiếu tá Hải quân R. B. Nickerson.

## Lịch sử hoạt động

### Mặt trận Đại Tây Dương
Sau khi hoàn tất chạy thử máy tại vùng bờ biển New England, Quick khởi hành từ New York vào ngày 6 tháng 9 năm 1942 để đi đến khu vực biển Caribe và vịnh Mexico. Được phân nhiệm vụ hộ tống, nó tháp tùng các tàu vận chuyển Lục quân và tàu buôn khi chúng di chuyển trên các tuyến đường hàng hải tại vùng vịnh Mexico và khu vực Tây Ấn, vốn được ghi nhận chịu đựng tổn thất rất cao trong những tháng trước đó do hoạt động tích cực của tàu ngầm U-boat Đức tại khu vực Đông Đại Tây Dương.
Vào tháng 10, Quick rời vùng vịnh Mexico di chuyển đến Norfolk, Virginia nơi nó gia nhập Lực lượng Đặc nhiệm 34 vào ngày 23 tháng 10, và lên đường đi sang phía Đông. Trước nửa đêm ngày 7 tháng 11, nó đi đến ngoài khơi bờ biển Safi, Maroc, và chiếm lấy vị trí bảo vệ khu vực tấn công trong khuôn khổ Chiến dịch Torch, cuộc đổ bộ của lực lượng Đồng Minh lên Bắc Phi. Trong chính cuộc đổ bộ diễn ra vào ngày hôm sau, nó bắn pháo hỗ trợ, rồi làm nhiệm vụ tuần tra phòng không và chống tàu ngầm. Vào ngày 14 tháng 11, nó chuyển đến Casablanca và đã trợ giúp vào việc đánh chìm tàu ngầm U-boat U-173 hai ngày sau đó. Đến ngày 17 tháng 11, nó lên đường quay trở về Hoa Kỳ, thả neo tại New York vào cuối tháng, rồi tiếp nối các hoạt động hộ tống vận tải ven biển và vượt đại dương trong sáu tháng tiếp theo sau.
Vào ngày 8 tháng 6 năm 1943, Quick rời vùng bờ Đông cùng Lực lượng Đặc nhiệm 65 hướng sang Bắc Phi. Đi đến Mers-el-Kebir vào ngày 22 tháng 6, nó gia nhập Lực lượng Đặc nhiệm 85, rồi lên đường vào ngày 5 tháng 7 để tham gia Chiến dịch Husky, cuộc đổ bộ của lực lượng Đồng Minh lên Sicily, Ý. Từ ngày 10 đến ngày 13 tháng 7, nó tuần tra ngoài khơi Scoglitti và dọc theo bờ biển Camerina, bắn pháo hỗ trợ cho cuộc tấn công của Tập đoàn quân 7. Sau đó nó quay trở lại nhiệm vụ hộ tống tại Bắc Đại Tây Dương cho đến tháng 5 năm 1944, rồi tại Địa Trung Hải cho đến khi xung đột kết thúc tại Châu Âu.
Tuy nhiên, chiến tranh vẫn tiếp diễn tại Mặt trận Thái Bình Dương; và khi lực lượng Đồng Minh áp sát các đảo chính quốc Nhật Bản, nhu cầu về tàu quét mìn tăng cao một phần do việc tổn thất nặng kiểu tàu chiến này tại khu vực quần đảo Ryukyu. Không còn cần đến cho nhiệm vụ hộ tống vận tải tại Đại Tây Dương, Quick được đề cử cho vai trò này; nên vào ngày 13 tháng 6 năm 1945, nó đi đến Xưởng hải quân Charleston để được cải biến thành một tàu khu trục quét mìn. Xếp lại lớp với ký hiệu lườn mới DMS-32 vào ngày 23 tháng 6 năm 1945 và hoàn tất việc cải biến vào ngày 2 tháng 8, nó lên đường đi sang vùng bờ Tây, nhưng chỉ đi đến San Diego sau khi cuộc xung đột kết thúc do việc Nhật Bản đầu hàng.

### Thái Bình Dương và sau chiến tranh
Cho đến cuối tháng 9, Quick lên đường đi Trân Châu Cảng, rồi đi đến Eniwetok hoạt động một thời gian ngắn trước khi quay trở lại vùng biển Hawaii. Vào ngày 2 tháng 12 năm 1946, nó lại lên đường đi sang phía Tây, đến Sasebo vào ngày 16 tháng 12 cho một lượt phục vụ kéo dài chín tháng ngoài khơi bờ biển Trung Quốc và Okinawa cũng như tại vùng biển nội địa Nhật Bản. Sau khi trải qua một tháng tại vùng bờ Tây, nó lại hoạt động tại khu vực quần đảo Mariana từ tháng 12 năm 1946 đến tháng 2 năm 1947, rồi quay trở lại vùng biển Nhật Bản. Vào tháng 4 năm 1947, nó hoạt động tại vùng Lãnh thổ Ủy thác, và đến tháng 8 đã quay trở lại vùng bờ Tây. Trong mùa Xuân tiếp theo, nó được bố trí đến các khu vực quần đảo Marshall và Mariana trong ba tháng, quay trở về San Diego vào ngày 4 tháng 6 năm 1948.
Quick được đề nghị để ngừng hoạt động tám tháng sau đó, và vào ngày 1 tháng 3 năm 1949, nó trình diện cùng Tư lệnh Hạm đội Dự bị Thái Bình Dương, được cho xuất biên chế vào ngày 28 tháng 5 năm 1949. Vẫn đang trong trạng thái dự bị, nó được xếp trở lại ký hiệu lườn DD-490 vào ngày 15 tháng 7 năm 1955. Tên nó được cho rút khỏi danh sách Đăng bạ Hải quân vào ngày 15 tháng 1 năm 1972, và nó bị bán để tháo dỡ vào ngày 27 tháng 8 năm 1973.

## Phần thưởng
Quick được tặng thưởng bốn Ngôi sao Chiến trận do thành tích phục vụ trong Thế Chiến II.